# Iluwer
Iluwer (aram. אלור, auch als El-wer und Wer bekannt) ist eine Gottheit aus dem syrisch-palästinischen Raum. Die älteste Erwähnung findet sich in einer Stele des Königs Zakkir von Hamath vom Ende des 9. vorchristlichen Jahrhunderts. In ihr wird Iluwer als מראה „sein Herr“, d. h. Herr und damit persönlicher oder Dynastiegott des Königs Zakkir bezeichnet.
In späteren akkadischen Listen wird Iluwer mit Hadad gleichgesetzt. Inwieweit dies alte Tradition ist oder lediglich einen späten Synkretismus bezeugt, ist umstritten.
Der erste Namensbestandteil beinhaltet das gemeinsemitische Wort „El“ für Gottheit. E. Lipinski deutet den zweiten Namensbestandteil aufgrund der im Babylonischen üblichen Lautvertauschung w ↔ m als Mer, also den eponymen Stadtgott von Mari.